# Диво Бранденбурзького дому

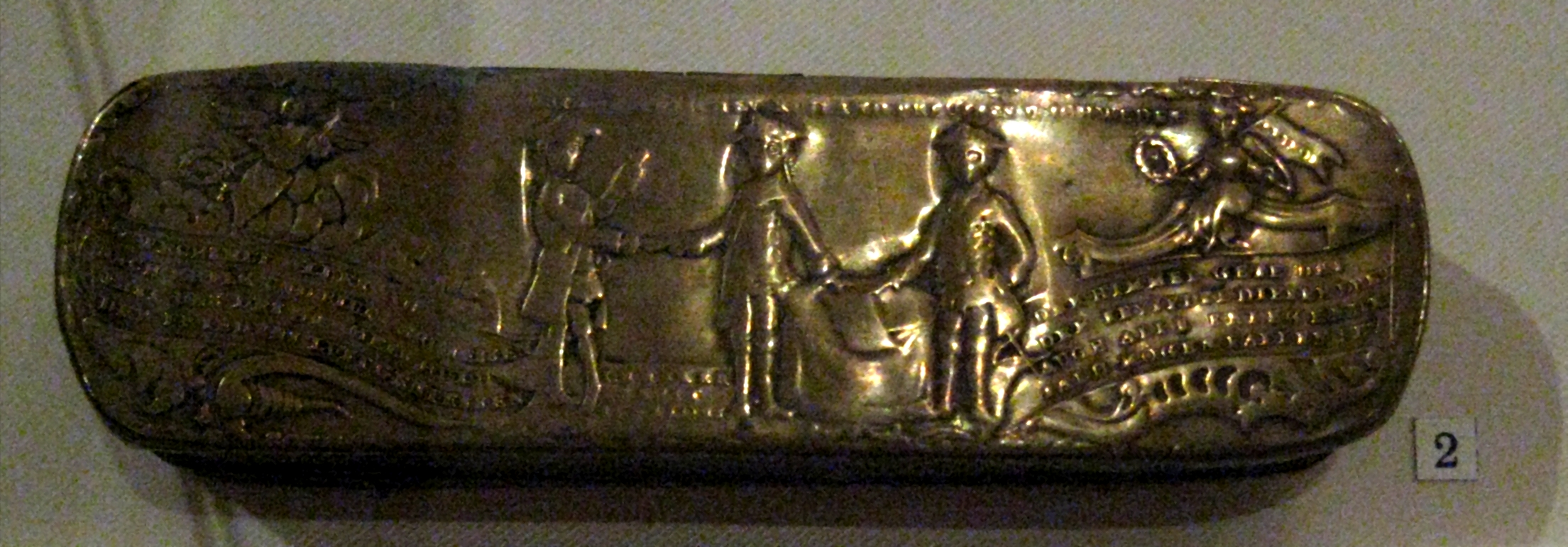
Табакерка в честь укладення миру між Пруссією, Росією і Швецією. 1762. Зображені три монархи у рукостисканні

Диво Бранденбурзького дому (нім. Mirakel des Hauses Brandenburg, фр. Miracle de la maison Brandenbourg) — термін німецької історіографії. Він означає нездатність російських і австрійських військ довести до переможного кінця Семирічну війну після перемоги в Кунерсдорфській битві. Причиною була неузгодженість у діях російських і австрійських генералів, що була викликана суперечливістю вказівок, які надходили  з Відня й Петербурга. Під Бранденбурзьким домом розуміється прусська королівська династія — колишні курфюрсти Бранденбургу.

## Перше диво
Вираз «диво Бранденбурзького дому» належить прусському королю Фрідріху II, що вірив у свою щасливу зірку. Увечері після бою він у розпачі пише своєму міністру:
|  | «У мене більше немає жодних резервів і, по правді кажучи, я вірю в те, що все втрачено. Загибелі своєї Вітчизни я не переживу. Прощавайте назавжди. Фрідріх». |

Через 4 дні після битви при Кунерсдорфі 12 серпня 1759 року, натхнений Фрідріх, дізнавшись про те, що росіяни не використовують своєї перемоги для завдавання завершального удару і, замість того, щоб йти на Берлін, йдуть у напрямку Котбуса, рапортує своєму брату Генріху Прусському:
|  | Я сповіщаю Вам про чудо Бранденбурзького дому. У той час, коли ворог, перейшовши Одер, міг зважитися на другу битву і закінчити війну, він пішов в напрямку Мюльрозе і Ліберозе» Оригінальний текст (нім.) Ich verkündige Ihnen das Mirakel des Hauses Brandenburg. In der Zeit, da der Feind die Oder überschritten hatte und eine zweite Schlacht hätte wagen und den Krieg beendigen können, ist er von Müllrose nach Lieberose marschiert. |

## Друге диво
Другим дивом Бранденбурзького дому називають раптову смерть непримиренної супротивниці Фрідріха, Єлизавети Петрівни, яка померла 25 грудня 1761 року (5 січня 1762 року). Змінив її на престолі племінник Петро III. Будучи прихильником Фрідріха, насамперед новий імператор розірвав союзний договір з Австрією. Після цього було укладено сепаратний Петербурзький мир з Пруссією, яка знаходилася на межі знищення в Семирічній війні через повне виснаження людських і матеріальних ресурсів.

## Третє диво
Людвиг Шверин фон Крозиг у своїх мемуарах згадує, як у квітні 1945 року Геббельс читав Гітлеру в його бункері розділ з книги Карлайля, що був присвячений чудесному порятунку прусської корони від неминучої загибелі наприкінці 1761 року; при цьому Гітлер мало не розплакався. Коли через кілька днів у Берлін надійшла новина про смерть американського президента Рузвельта, фюрер сприйняв це як третє диво Бранденбурзького дому. Він розраховував на те, що Сталін і Черчилль швидко посваряться один з одним. Однак дива не відбулося, і Берлін незабаром упав.